# Ruisseau du Pied du Mont
Pour les articles homonymes, voir Pied du Mont.
Le ruisseau du Pied du Mont est un affluent de la rive sud de la partie supérieure de la rivière des Mares, coulant entièrement dans la ville de Baie-Saint-Paul, dans la municipalité régionale de comté (MRC) de Charlevoix, dans la région administrative de la Capitale-Nationale, dans la province de Québec, au Canada.
Cette vallée est surtout desservie par le chemin du Séminaire qui coupe la partie intermédiaire de ce ruisseau, ainsi que par une autre route forestière secondaire pour la partie supérieure. La sylviculture constitue la principale activité économique de cette vallée ; les activités récréotouristiques, en second.
La surface du ruisseau du Pied du Mont est généralement gelée du début de décembre jusqu'au début d'avril ; toutefois la circulation sécuritaire sur la glace se fait généralement de la mi-décembre jusqu'à la fin mars. Le niveau de l'eau de la rivière varie selon les saisons et les précipitations ; la crue printanière survient généralement en avril.

## Géographie
Le ruisseau du Pied du Mont prend sa source à l'embouchure d'un petit lac non identifié (longueur : 0,127 km ; altitude : 536 m). Ce lac est enclavé entre les montagnes dont un sommet atteint 1 009 m à 3,8 km à l'ouest ; un autre sommet atteint 1 009 m à 2,0 km au sud-est. L'embouchure de ce lac est située à :
- 10,6 km au nord-est du cours de la rivière Sainte-Anne ;
- 5,9 km au sud de la confluence du ruisseau du Pied du Mont et de la rivière des Mares ;
- 10,7 km au sud-ouest de l'embouchure de la rivière des Mares (confluence avec la rivière du Gouffre) ;
- 10,8 km au sud-ouest du centre-ville de Baie-Saint-Paul[1].

À partir de sa source, le cours du ruisseau du Pied du Mont descend sur 8,4 km avec une dénivellation de 236 m, selon les segments suivants :
- 3,4 km vers le nord en serpentant par endroit, jusqu'à un ruisseau (venant du sud-ouest) ;
- 0,9 km d'abord vers le nord dans une plaine, puis vers le nord-ouest en serpentant jusqu'à un coude de rivière correspondant à la confluence de la rivière à Ange (venant de l'ouest) ;
- 1,1 km d'abord vers le nord, puis formant un crochet de 0,4 km vers le sud-est avant de revenir vers le nord, jusqu'au chemin du Séminaire ;
- 3,0 km vers le nord en traversant une série de rapides, puis dans une vallée de plus en plus encaissée, jusqu'à son embouchure[1].

Le ruisseau du Pied du Mont se déverse dans un coude de rivière sur la rive sud de la rivière des Mares dans Baie-Saint-Paul. Cette embouchure est située à :
- 1,9 km au nord du chemin du Séminaire ;
- 3,4 km au nord-ouest du centre du village de Saint-Placide-Nord
- 10,2 km à l'ouest du centre-ville de Baie-Saint-Paul ;
- 11,8 km au nord-ouest de la confluence de la rivière du Gouffre et du fleuve Saint-Laurent[1].

À partir de l'embouchure du ruisseau du Pied du Mont, le courant descend sur 11,0 km le cours de la rivière des Mares ; puis sur 7,8 km avec une dénivellation de 15 m en suivant le cours de la rivière du Gouffre laquelle se déverse à Baie-Saint-Paul dans le fleuve Saint-Laurent.

## Toponymie
Cette désignation toponymique descriptive fut dont l'usage a été confirmé par le Séminaire de Québec, a été répertorié en 1996. Le club Ruisseau du Pied du Mont, numéro 309, s'y trouve. Variantes du nom officiel: Ruisseau de la Mare et Ruisseau des Monts.[réf. nécessaire]
Le toponyme « ruisseau du Pied du Mont» a été officialisé le 25 mars 1997 à la Banque des noms de lieux de la Commission de toponymie du Québec.